# Aeschynomene vogelii
Aeschynomene vogelii är en ärtväxtart som beskrevs av Velva Elaine Rudd. Aeschynomene vogelii ingår i släktet Aeschynomene och familjen ärtväxter. Inga underarter finns listade i Catalogue of Life.